# Saab 105
Saab 105 je švédský hornoplošný dvoumotorový proudový cvičný letoun vyvinutý na začátku 60. let 20. století jako soukromá iniciativa společnosti Saab AB. Švédské letectvo, které si letoun vybralo k různým úkolům, ho označilo Sk 60. Do služby letoun vstoupil v roce 1967 a nahradil zastarávající flotu strojů de Havilland Vampire.
Švédské letectvo získalo celkem 150 letounů a dalších 40 bylo vyvezeno do Rakouska, jehož varianta nese označení Saab 105Ö. Stroje Saab 105 používala i akrobatická skupina švédského letectva Team 60 a dříve i týmy rakouského letectva „Karo As“ a „Silver Birds“.

## Varianty

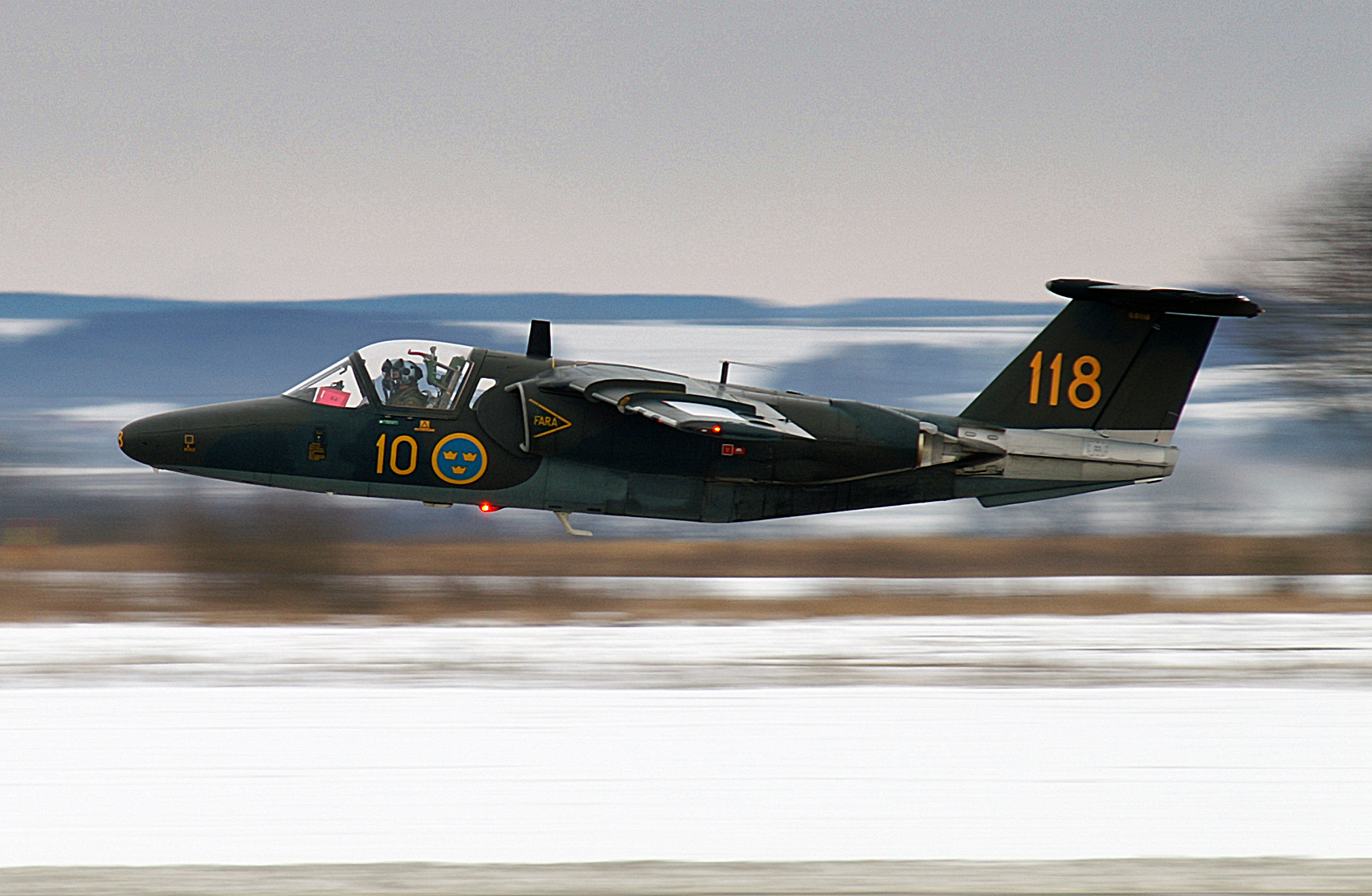
Sk 60 za letu

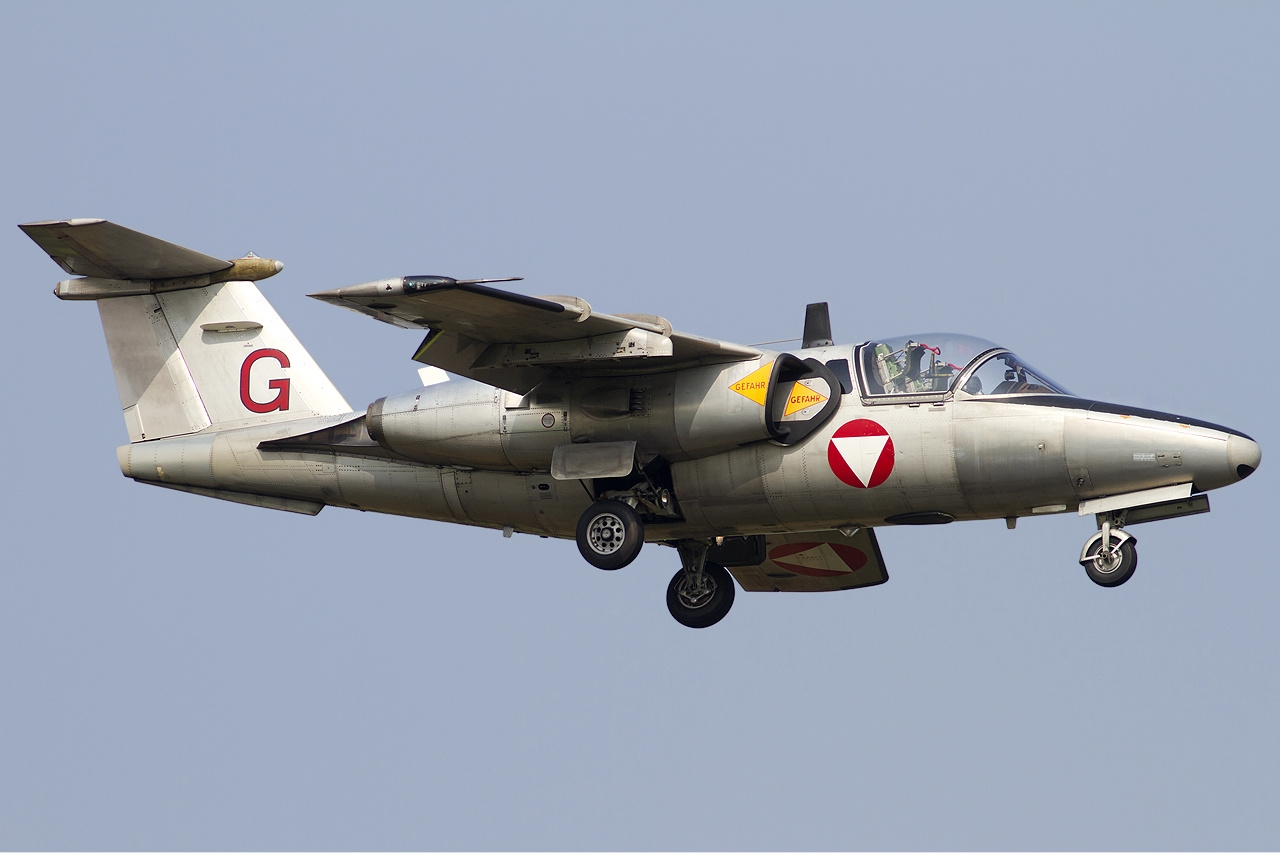
Rakouský Saab 105Ö

Sk 60A
Základní cvičná verze.
Sk 60B
Letoun pro pokračovací zbraňový výcvik, použitelný i jako lehký bojový. Z verze A modifikováno okolo 60 kusů.
Sk 60C
Průzkumná modifikace, přestavěná v 20 exemplářích, vycházející ze standardu verze B a disponující navíc fotografickou kamerou Fairchild KB-18 a infračerveným průzkumným senzorem v prodloužené špičce trupu.
Sk 60D/E
Čtyřmístná verze s navigačním a spojovacím vybavením odpovídajícím standardům pro civilní dopravní letouny, užívaná pro civilní pilotní výcvik záložních důstojníků a jako kurýrní.
Sk 60W
Označení pro Sk 60A/B/C Flygvapnetu s motory Williams International FJ44-1C (RM15), modernizované v 90. letech 20. století.
Saab 105XT
Prototyp exportní verze s motory General Electric J85-17B, zvětšenou zásobou paliva, zesíleným křídlem a nosností výzbroje zvýšenou ze 700 na 2 000 kg. Maximální rychlost vzrostla na 970 km/h a dostup na 13 000 m.:s.142
Saab 105Ö
Verze založená na Saabu 105XT a vyrobená ve 40 kusech pro Rakouské letectvo.

## Uživatelé
RakouskoRakouské letectvo: 40 (vyřazeny ze služby 21. 12. 2020)
 ŠvédskoŠvédské letectvo: 72 (vyřazeny 18. 6. 2024)

## Specifikace (Saab 105B)
Údaje dle

### Technické údaje
- Osádka: 2
- Délka: 10,50 m
- Rozpětí: 9,50 m
- Výška: 2,7 m
- Nosná plocha: 16,30 m²
- Hmotnost (prázdný): 2 510 kg
- Maximální vzletová hmotnost: 4 500 kg
- Pohonná jednotka: 2 × dvouproudový motor RM9 každý o tahu 742 kp

### Výkony
- Maximální rychlost: 765 km/h na úrovni mořské hladiny
- Cestovní rychlost: 700 km/h
- Dolet: 1 780 km
- Dostup: 12 000 m
- Počáteční stoupavost: 17,5 m/s
- Násobky přetížení: -3/+6 g

### Výzbroj
- 6 závěsů pro pumy, neřízené rakety ráže 135 mm (max. 12), střely vzduch-vzduch Rb 24, nebo kontejnery s 30mm kanóny Oerlikon KCA do celkové hmotnosti 700 kg